# Don't Walk Away (Jade)
Don't Walk Away is een nummer van de Amerikaanse meidengroep Jade uit 1993. Het is de tweede single van hun debuutalbum Jade to the Max.
"Don't Walk Away" werd internationaal de grootste hit voor Jade, en werd ook een van de meest gedraaide R&B-platen van 1993. Het nummer bereikte de 4e positie in de Amerikaanse Billboard Hot 100. In de Nederlandse Top 40 kwam de plaat op de 9e positie terecht.
De Amerikaanse dj's Diplo en Sleepy Tom hebben het nummer in 2015 gesampled op hun plaat Be Right There.